# 7 notas 7 colores
7 Notas 7 Colores és un grup de música rap del Prat de Llobregat fundat el 1993.

## Biografia
Format inicialment per Dive, Dj Neas, Eloy i Mucho Muchacho, el grup es redueix al duo format per Mucho Muchacho (MC) i Dive Dibosso (productor musical), acompanyats per DJ Neas als concerts. Després de publicar el primer disc, "Hecho, es Simple", Neas abandona el grup i entra Eddy la Sombra com MC. Posteriorment, DJ Vadim s'afegeix com DJ i productor a la formació.
L'any 2000, 7 notas 7 colores treu nou disc titulat 77, amb bons resultat de vendes, aconseguint ser el primer grup de hip-hop a entrar a les llistes d'AFYVE. Tot i així, aquest disc mai no li va agradar al mateix grup, car Mucho Muchacho va reconèixer que va gravar part del disc sota els efectes de l'alcohol.
Tot i l'èxit del seu segon LP, comencen a tenir problemes amb el seu segell discogràfic, que acaba amb la sortida del grup d'aquest. Funden la seva pròpia companyia discogràfica anomenada La Mami Internacional, amb el qual treuen el seu últim àlbum, del mateix nom. Aquest àlbum va ser nominat als Premis Grammy Latinos a la categoria de "Millor Àlbum Rap/Hip-Hop". L'any 2002 el grup es va dissoldre.
La temàtica de les seves lletres s'allunya del que seria normal a Espanya, acostant-se més al concepte d'entendre el hip-hop que tenen alguns grups dels Estats Units. A més de l'exaltació de l'ego; els diners, les dones, les drogues i la policia són els temes més tractats a les seves cançons.
Eddy la Sombra (ara Eddy Drameh) i Dive Dibosso actuen ara com a duo, sota el nom de León Dramaz, que va publicar Infinito el 2003. Per altra banda, i després d'editar el seu debut en solitari, Chulería, Mucho Muchacho exerceix de DJ a Eivissa.
El 2006 prenen contacte amb un grup de skaters de Buenos Aires i graven el vídeo "Panoja Mil", en el que es troben com a convidats els skaters Nanni Deltoro i Marcos Laprebendere.
L'any 2007, Mucho Muchacho va anunciar la tornada ja confirmada de 7 notas 7 colores (tot i que la data de llançament del tan esperat LP és un misteri), amb una formació renovada. A part de Mucho Muchacho i DJ Vadim entra a la formació Principiante, un MC valencià que ja va editar un disc en solitari titulat "Mulato Man Escuela".

## Discografia
- La Comunidad Del Guisante (Maqueta, 1993)
- Floriver Neas (Maqueta, 1994)
- Con esos ojitos/Puercos (Maxi) (Yo Gano, 1997)
- Hecho, es simple (LP) (Yo Gano, 1997)
- La Medicina (Maxi) (La Madre-Superego, 1998)
- 77 (LP) (La Madre-Superego, 1999)
- Gorilas y Bananas (Maxi) (La Madre-Superego, 1999)
- La Mami Internacional (LP) (CREAM, 2000)
- Yo vivo (Maxi) (La Madre, 2002)
- Panoja (pròximament) (LP) (La Madre, 2009?)